# Vingerzetting

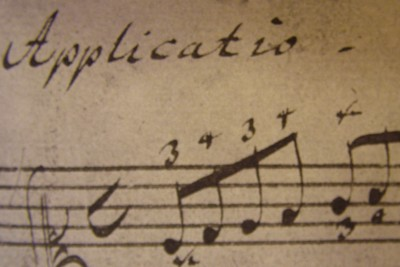
Een detail van de eerste maat van Applicatio in C groot, BWV 994, uit het Klavierbüchlein für Wilhelm Friedemann Bach waarin een vingerzetting is genoteerd. Dit is een van de slechts twee werken van Bach waarin in zijn eigen handschrift een vingerzetting is genoteerd.

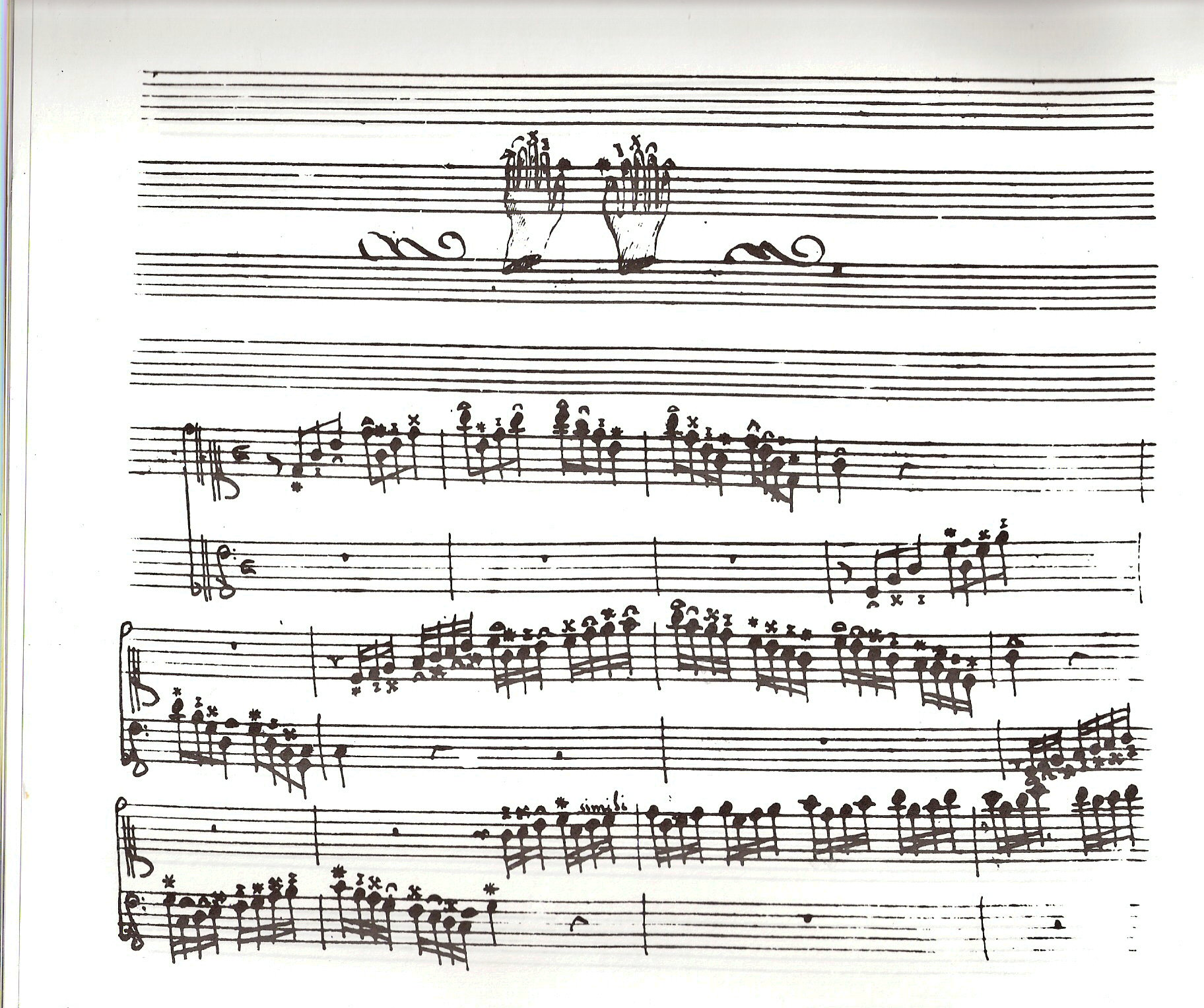
Een voorbeeld van vingerzettingen met behulp van grafische symbolen in een toccata van Alessandro Scarlatti

Een vingerzetting is de keuze van vingers en handposities tijdens het bespelen van een muziekinstrument. Op een piano bijvoorbeeld kunnen akkoorden of melodieën vaak met verschillende vingers gespeeld worden. In deze context is vingerzetting de keuze voor welke vinger welke toets aanslaat. In de loop van een stuk kan de vingerzetting wijzigen afhankelijk van de context. De keus van een goede vingerzetting is essentieel om een comfortabele manier van spelen te realiseren, waarbij de hand zo veel mogelijk in natuurlijke posities kan blijven, en er balans is tussen de bewegingen en gebruikte vingers. Een vingerzetting kan zowel door de componist, uitgever of uitvoerende worden uitgedacht en worden aangegeven in de partituur.
Vingerzettingen komen op veel instrumenten voor die middels vingerbewegingen bespeeld worden, zoals bij de meeste toets-, blaas- en strijkinstrumenten.
Vingerzettingen worden doorgaans genoteerd met kleine getalletjes bij de noten in de partituur, waarbij elk getalletje correspondeert met een vinger. Op een piano geldt: de duim is 1, de wijsvinger 2, de middelvinger 3, de ringvinger 4 en de pink 5. Op een viool telt men vanaf de wijsvinger (1) tot de pink (4).
Johann Sebastian Bach introduceerde een innovatie in de vingerzettingen voor toetsinstrumenten. (Een soortgelijke maar volgens Bachs zoon Carl Philipp Emanuel Bach minder radicale vernieuwing komt van François Couperin rond dezelfde tijd in 1717, in diens boek L'art de toucher le clavecin.) Voor Bach werd bij het spelen nauwelijks de duim gebruikt. Bachs nieuwe vingerzettingen kenden nog wel veel aspecten van de conventionele techniek, zoals het overzetten of onderdoorzetten van een vinger over of onder een andere vinger. Vaak wordt bijvoorbeeld de derde vinger over de vierde geplaatst en de vierde over de vijfde. Door meer van de duim gebruik te maken werd meer beweeglijkheid mogelijk, maar werd ook de noodzaak voor grotere toetsen groter.
In moderne vingerzettingen wordt de duim ook gebruikt om onderdoor te zetten, maar komen onder- en overzettingen van andere vingers minder vaak voor.
Voor het spelen van bepaalde passages en toonladders op klavierinstrumenten zijn in de loop der tijd zeer veel verschillende mogelijke vingerzettingen uitgewerkt. Zo zal men doorgaans duimen en pinken op zwarte toetsen vermijden, en liefst vingerzettingen spelen die het onderdoorzetten tot een noodzakelijk en efficiënt minimum beperken. Voor bijvoorbeeld tertsentoonladders of octavenpassages is vingerzetting ook belangrijk, om te kunnen blijven binden (legato). Sommige muziekpedagogen hebben diverse mogelijkheden in tabellen uitgewerkt met alle speelbare vingerzettingen voor bepaalde passages. Debussy had een hekel aan voorkauwen van vingerzettingen aan zijn leerlingen en riep in zijn Douze Etudes de leerling op om zijn eigen vingerzetting te ontdekken. Bij akkoordspel zal de vingerzetting zodanig gekozen moeten worden dat er een minimum aan zijwaartse spreiding der vingers nodig is.
Sommige uitvoerende musici prefereren de oertekst (urtext) versies van muziekboeken, omdat die doorgaans enkel de vingerzettingen van de componist zelf bevatten, terwijl latere edities vaak door uitvoerders van die tijd zijn bedacht en bijgedrukt. Vaak bevatten die bewerkte versies niet de optimale vingerzettingen, en is dikwijls niet geconnoteerd van wie de vingerzettingen afkomstig zijn.